# Kaiser-Wilhelm-Platz (Königsberg)
Der Kaiser-Wilhelm-Platz war ein zentraler Platz und lebhafter Verkehrsknotenpunkt in der Innenstadt der ehemaligen ostpreußischen Hauptstadt Königsberg. Er lag unterhalb der Schlossterrasse an der Südwestecke des Königsberger Schloss und wurde durch dessen Renaissancegiebel, den Schlossturm und einen der beiden Rundtürme des Schlosses geprägt. Der Platz war der Nullpunkt aller Königsberger Chausseen und Mittelpunkt des Königsberger Straßenbahnnetzes.

## Geschichte
Der Platz wurde 1803 als Altstädtischer Kirchplatz angelegt. Nordöstlich lag das Altstädtische Gymnasium. 1826 wurde die Altstädtische Kirche St. Nikolaus abgerissen. Am Königsberger Schloss entstanden Gartenanlagen mit Wasserfontänen, die von Peter Joseph Lenné gestaltet wurden. 1847 kam ein Erweiterungsbau des Gymnasiums, in das 1889 eine Mittelschule für Jungen einzog. 1894 wurde das Kaiser-Wilhelm-I.-Denkmal am Schloss errichtet und der Platz 1897 in Kaiser-Wilhelm-Platz umbenannt.
1900 wurde an der Westseite des Platzes das Warenhaus Gebr. Barrasch erbaut. 1901 wurde in der Mitte des Platzes das Bismarck-Denkmal enthüllt. Die um den Platz stehenden Gebäude wurden im August 1944 bei den beiden Luftangriffen auf Königsberg stark zerstört. Durch den Artilleriebeschuss in der Schlacht um Königsberg kam es 1945 zu weiteren schweren Zerstörungen. In der Nachkriegszeit wurden die Ruinen abgetragen und das komplette Areal eingeebnet.

## Bilder

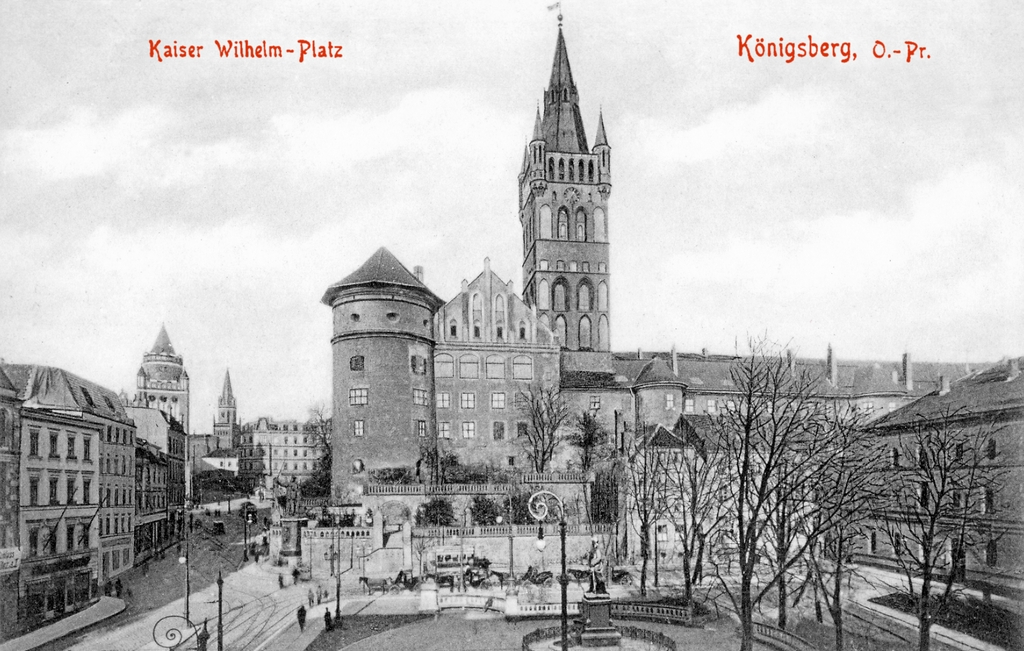
Der Kaiser-Wilhelm-Platz in Königsberg (Pr)
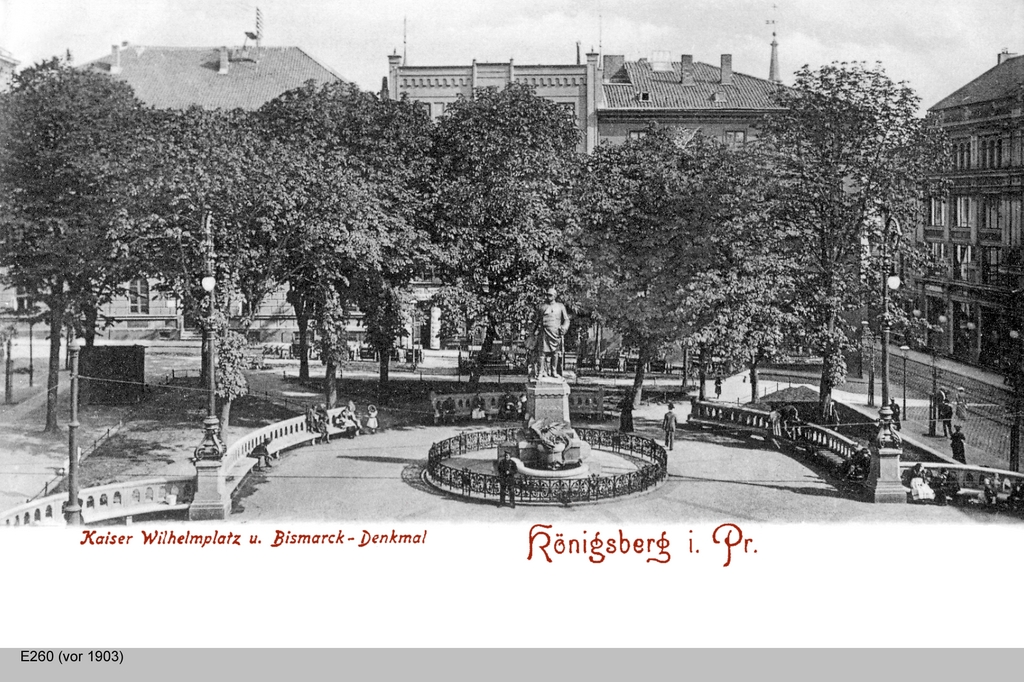
Das Bismarck-Denkmal (Königsberg)